# Fenway Park
Fenway Park é um estádio de baseball localizado em Boston, Massachusetts (EUA). É o local onde a equipe do Boston Red Sox, manda os seus jogos na MLB.

## História

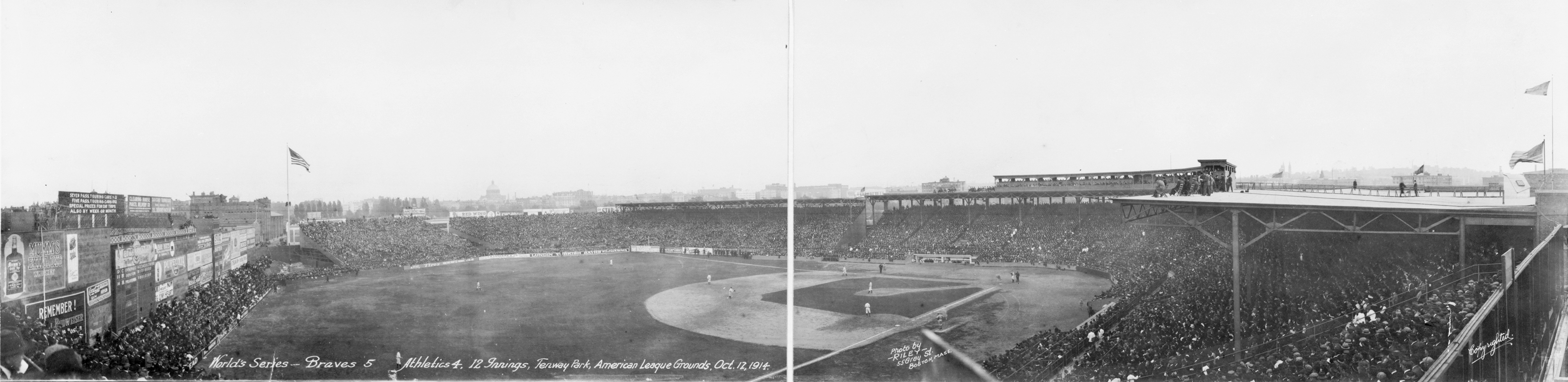
Fenway park em 1914.

Inaugurado em 20 de abril de 1912 (mesmo dia da inauguração do antigo estádio do Detroit Tigers, o Tiger Stadium), é o estádio mais antigo ainda em uso da Major League Baseball. Porém, em 1912, sua inauguração mal foi noticiada, devido às notícias recentes sobre recém naufrágio do Titanic.

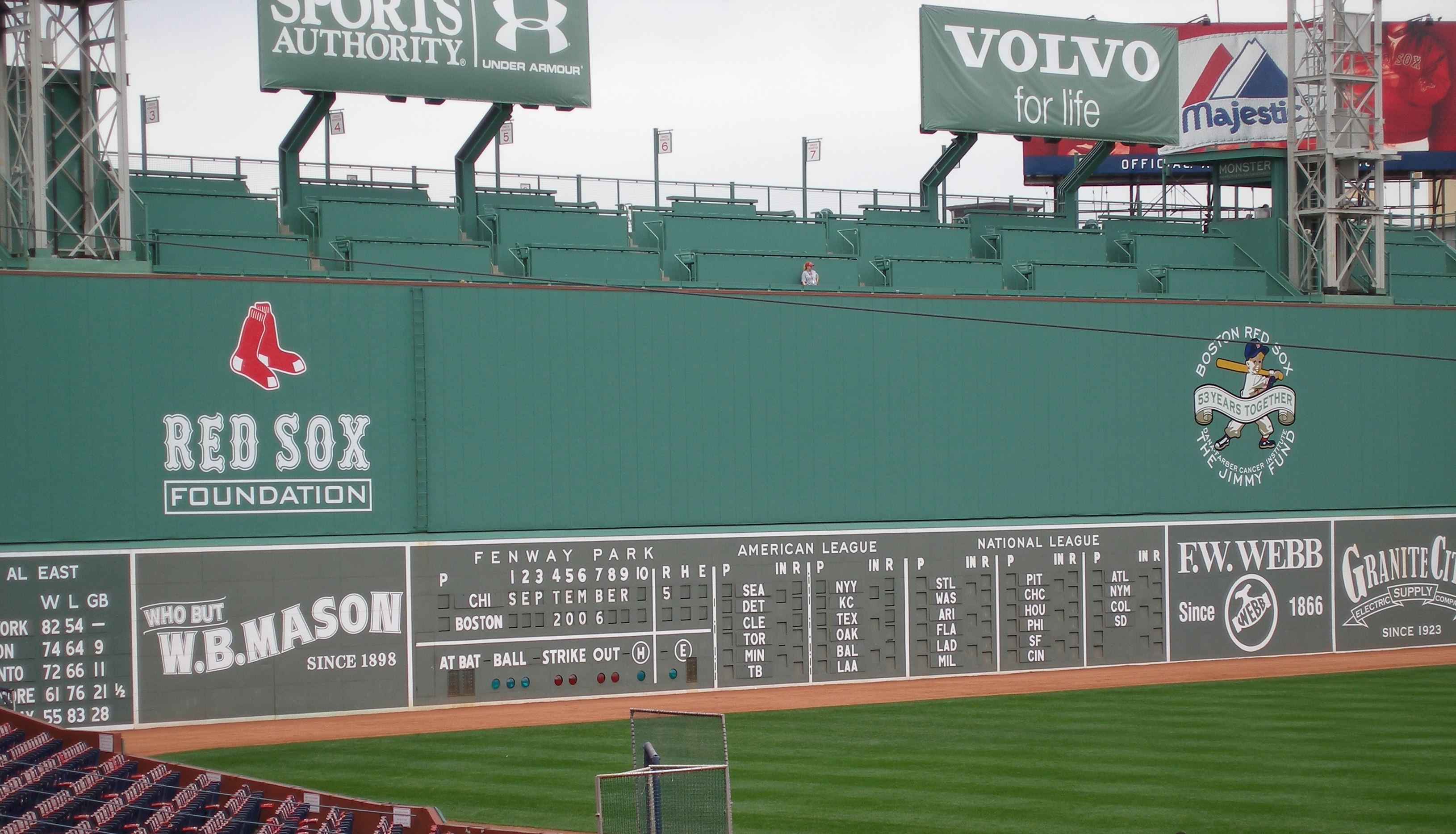
Green Monster, nome popular dado ao grande muro do lado esquerdo do estádio.

Recebeu a World Series em 1912, 1915, 1916, 1918, 1946, 1975, 1986, 2004 e em 2007 (o Red Sox venceu os 4 primeiros, em 2004 e em 2007). Em 1914 recebeu a World Series, mas não com o Red Sox e sim com o Boston Braves (atual Atlanta Braves).
Recebeu em 1946, 1961 e 1999 o All-Star Game da MLB.